# Hypotrachyna montkoghisensis
Hypotrachyna montkoghisensis är en lavart som beskrevs av Louwhoff & Elix. Hypotrachyna montkoghisensis ingår i släktet Hypotrachyna och familjen Parmeliaceae.   Inga underarter finns listade i Catalogue of Life.